# Tomorrow I Go
«Tomorrow I go» (en español: «Mañana me voy») fue la canción albanesa para el Festival de la Canción de Eurovisión 2005, interpretada en inglés por Ledina Çelo.
Como Albania había terminado el Festival del 2004 en 7.º lugar, la canción calificó automáticamente para la final. Ahí, fue interpretada en octavo lugar (precedida por Zdob şi Zdub de Moldavia con «Boonika Bate Doba» y seguida por Constantinos Christoforou de Chipre cantando «Ela Ela (Come Baby)»). Al cierre de las votaciones, sin embargo, la canción sólo recibió 53 puntos - ubicándola en 16.º lugar y regresando a Albania a la semifinal para el Festival del 2006.
La canción es cantada desde el punto de vista de una joven mujer en la víspera de su boda. Ella le dice a su madre que no esté triste por perderla, sino que debe ser una ocasión feliz para celebrar.
Una versión en albanés de la canción también fue producida, titulada «Nesër Shkoj» («Tomorrow I will leave»), con el mismo tema.